# Agila II
Agila II (también escrito como Aquila, Achila o Akhila) fue un rey de los visigodos entre 710 y 713. El acceso al trono de Rodrigo fue llevado a cabo de forma violenta, lo que produjo la secesión de la parte nororiental del reino, donde reinó Agila II. Aunque apenas existen testimonios de su existencia, se han encontrado monedas acuñadas en su nombre y fue sucedido por Ardón.

## Las fuentes
La Crónica mozárabe de 754 ofrece pocos datos sobre los hechos acaecidos inmediatamente después del reinado de Witiza. Indica que Rodrigo invadió el trono y que reinó un año, así como que había una guerra civil antes de la invasión de los árabes, y añade que fue traicionado por algunas de sus tropas. Sin embargo, no menciona ni a Agila II, ni que los partidarios de Witiza llevaran a cabo la traición, ni que se mandara en ningún caso una petición de ayuda para destronar a Rodrigo.
La Chronica regum Visigothorum registra los nombres de los reyes visigodos y los años de sus reinados. Después de la entronización de Ervigio los manuscritos difieren en la continuación de los siguientes reyes. La Continuatio codicis C Parisini, que consta en un manuscrito del siglo XII, no menciona a Rodrigo e indica que a Witiza le sucedió Agila y después de tres años le sucedió Ardo. Pero la Continuatio Legionensis, que aparece en un manuscrito del siglo XI, señala que a Witiza le sucedió Rodrigo, el cual reinó durante siete años y seis meses. Sin embargo, no se sabe cuándo fueron recopiladas por primera vez y, dado que asignan duraciones de reinados diferentes a los sucesores de Ervigio, es posible que pudiera haber habido errores de transcripción. Pero en definitiva se da a entender que a Witiza le sucedieron dos reyes que controlaron distintas partes del reino.
Ni en la Crónica mozárabe ni en las crónicas asturianas posteriores —la Crónica albeldense y la Crónica de Alfonso III— se hace mención a Agila II, tampoco en las crónicas árabes. Se da la situación de que las crónicas escritas en la zona de influencia de Agila II desconocieron la existencia de Rodrigo hasta pasada la mitad del siglo XIII, cuando se tradujo la obra del obispo Rodrigo Jiménez de Rada. Sin embargo, ha existido una derivación metodológica errónea de intentar ajustar el nombre de Agila con alguno de los personajes de las Crónicas cuyo nombre no se da, como hacerle el hijo de Witiza cuyo nombre no aparece en la crónicas asturianas, e incluso acomodarlo como hijo o pariente de Witiza que fue asociado al trono en el noreste de la península Ibérica. No se conocen los orígenes familiares de Agila II, de modo que asignar a Agila una filiación witizana es un error consecuencia de datos contradictorios y legendarios de la historiografía hispanoárabe. Las Crónicas asturianas, dada su concepción de que Rodrigo había sido el último rey visigodo y que el reino de Asturias se identificaba como su sucesor, no reconocen a Agila II, que reinó dos años más en parte del territorio, y sumaron esos años al reinado de Rodrigo, de modo que este último habría reinado tres años.

## Sucesión de Witiza
No se tiene constancia de su muerte ni de las circunstancias de la sucesión de Witiza, aunque se puede deducir que no fue pacífica. Según la Chronica Regum Visigothorum, el reinado de Witiza terminó en 710, mientras que la Crónica mozárabe lo sitúa en 711. De forma general se acepta que el reinado de Witiza concluyó cuando murió, cuando aún no habría cumplido los treinta años de edad, alrededor de sus veinticinco años de edad, si se considera que fue hijo de la reina Cixilo; aunque si se considera que Witiza no fue hijo de Cixilo, sino de un matrimonio anterior de Égica, entonces tendría una edad relativamente avanzada.
Del siguiente rey, Rodrigo, la Crónica mozárabe parece indicar que se apoderó del trono de forma violenta con el apoyo de una significativa parte de la aristocracia que conformaba la élite seglar y eclesiástica del reino que intervenía en la elección del rey. De este modo Witiza habría sido derrocado y muy probablemente asesinado. Si hubiera muerto por causas naturales y Rodrigo hubiera sido elegido entonces no se hubiera producido la situación conflictiva. Aunque pudiera haberse dado el caso de que Witiza muriera por causas naturales y que Rodrigo se hubiera alzado para evitar que los parientes de Witiza pudieran designar a uno de sus miembros al trono. Se ha tratado que pudiera haber habido un interregno de varias semanas o meses en el que habría habido una guerra civil entre Rodrigo y otros aspirantes al trono.
Este golpe de Estado no produjo un consenso entre la aristocracia, y la subida al trono de Rodrigo provocó conflictos internos que ocurrieron en el momento en el que los árabes habían comenzado a atacar poblaciones al sur de la península ibérica. La élite nobiliaria se habría dividido y, como ya ocurriera con la sucesión de Chindasvinto en 653 y de Recesvinto en 672, hubo una rebelión regional de territorios que no reconocieron la autoridad de Rodrigo, por lo que es posible que Rodrigo hubiera tenido que afrontar la división del reino con Agila II en el noreste, puesto que las monedas acuñadas a nombre de Agila proceden del noreste del reino —de la Narbonense y de la Tarraconense, en yacimientos de Narbona, Lérida, Gerona, Tarragona y Zaragoza—, sin que haya superposición geográfica con las monedas acuñadas a nombre de Rodrigo.

## Invasión árabe
Después de la debacle del ejército visigodo del rey Rodrigo, y la muerte del propio monarca en la batalla de Guadalete, los árabes emprendieron la conquista del reino visigodo. Aunque inicialmente este desastre había sido propiciado por los rivales de Rodrigo, que lo habrían traicionado para que fuera eliminado o muy debilitado y así poder hacerse con el poder, y no para entregar el reino a los invasores; en ningún momento se produjo un acercamiento de Agila II para frenar los avances de los conquistadores musulmanes.
El final del reinado de Agila II puede datarse con las victorias árabes en el valle del Ebro y en Zaragoza, de modo que es posible que muriera luchando. Tras ello fue elegido rey Ardón.
| Predecesor: Witiza | Rey de los Visigodos 710 - 713 Rival y en disputa contra Rodrigo (hasta 711) | Sucesor: Ardón |